# 耳音響放射
耳音響放射（じおんきょうほうしゃ） は、静かな場所で脳から聞こえる単調な高音である。生理的耳鳴りともいう。
耳音響放射（otoacoustic emission, OAE)とは、内耳において発生する音のことである。
耳音響放射の存在は1948年にトーマス・ゴールドによって予言され、1978年にデービッド・ケンプの実験によって、いくつかの異なる細胞から、内耳での機能的な原因によって耳音響放射が生じることが初めて示された。 研究では、内耳がダメージを受けることで耳音響放射が消滅することが判っている。そのため、実験室や病院において内耳の健康状態を測るために耳音響放射の存在が用いられている。
概略して、耳音響放射には二つのタイプがある。自発耳音響放射（spontaneous otoacoustic emissions, SOAEs)は外部からの刺激無しで発生し、誘発耳音響放射（evoked otoacoustic emission, EOAEs）は外部からの刺激を必要とする。

## 発生のメカニズム
耳音響放射は蝸牛の増幅機能と関係があるものとみなされている。外部刺激が存在しない際に蝸牛増幅活動は増大し、音の発生を促す。哺乳類では、外有毛細胞は蝸牛の感受性と周波数選択性に必要とされており、これが音の増幅のエネルギー源として働いていることが数々の証拠により示唆されている。一説では、外有毛細胞は蝸牛増幅器のマスキング効果を減少させることによって、継続的な音による信号変化の識別性を高める働きをしているとされている。
アンディ―・ハントは脳をCPUに喩え、「このCPUは『アイドルループ』を用いて処理をしています。CPUが特に何も処理していないとき、割り込み（きっかけとなる入力）が入ったときにすぐに処理できるよう、内部では途切れることのない音が生成されています。これが耳を澄ましたときに頭の中で聞こえる、小さな『声』の正体です」と述べている。

## 耳音響放射のタイプ

### 自発的
自発耳音響放射（SOAEs）は外部刺激なしで耳から放射された様々な音であり、外耳道に設置した高感度マイクロフォンにより計測が可能である。概算では、人口の約35～50％で少なくとも一つの自発耳音響放射が検出できるとされている。
自発耳音響放射の周波数は500Hzから4500Hzの間のいずれかで安定しており、音量は-30dbSPLから+10dbSPLの間で不安定である。人々の大多数は自発耳音響放射を自覚しておらず、1～9％が自発耳音響放射を迷惑な耳鳴りという形で知覚している。

### 誘発的
誘発耳音響放射(EOAEs)は、目下のところ3つの異なった方法により誘発されている。
- 周波による刺激耳音響放射（SFOAEs）は純音による刺激によって発生し、刺激の持つ波形とマイクロフォンに記録された波形のベクトルの差分として検出される。（これは刺激の波形と耳音響放射の波形の和である）
- 誘発耳音響放射（TEOAEs、又はTrOAEs）はクリック音（広帯域）またはトーンバースト音（短時間の純音）による刺激によって誘発されて発生する。クリックからの誘発反応は、トーンバーストが純音と同じ周波数の領域の反応を引き出すのに対し、4kHzまでの周波数帯をカバーしている。
- 歪成分耳音響放射（DPOAEs）（ひずみせいぶん）は特定の強度（通常は65-55 dBSPLか65 dBSPLのどちらか又は両方）とレート（{\displaystyle f_{1}{\mbox{ }}:{\mbox{ }}f_{2}}）の{\displaystyle f_{1}}と{\displaystyle f_{2}}のペアによるプライマリートーンによって誘発される。

これらの周波数（{\displaystyle f_{dp}}）での刺激から誘発された応答は、{\displaystyle f_{dp}=2f_{1}-f_{2}}（”キュービック”ディストーショントーン、最も一般的に聴覚スクリーニングで使用される）と{\displaystyle f_{dp}=f_{2}-f_{1}}（”二次的”ディストーショントーンまたはシンプルディファレンストーン）という最も顕著な二つの一次周波数と数学的に関係している。

## 活用

### 臨床的活用
耳音響放射は聴覚障害を持つ新生児や、幼すぎて従来型の聴覚テストに協力できない子供に対する、簡単で侵襲的でないテストの基礎であり、臨床的に重要となっている。現在、多くの西側諸国が新生児に対する統一聴覚スクリーニングのための国家的なプログラムを有している。また、初期幼少期の児童に対する周期的聴覚スクリーニング プログラムにおいても耳音響放射テクノロジーが用いられている。全米聴覚評価・管理センター（英語: National Center for Hearing Assessment and Management）(NCHAM)によりユタ州立大学で行われた「初期幼少期児童に対する聴覚福祉計画」では、全米で幾百も行われた「初期幼児期教育セッティングにおける耳音響放射スクリーニング及びフォローアッププラクティス」が「初期ヘッドスタート計画」の助けとなったという優れた実例を示した。この主なスクリーニングツールとして、クリック誘発による耳音響障害の存在のテストが行われた。耳音響放射は蝸牛に対する鑑別診断及び高次難聴（e.g.,聴覚神経障害）の診断にも役に立っている。
耳音響放射と耳鳴りの関係は解明されている。いくつかの研究では通常の聴覚を持つ人のおよそ6%から12％が耳鳴りと自発耳音響放射の両方を持っており、自発耳音響放射が部分的に耳鳴りの原因となっていることを示唆している。研究では、いくつかの耳鳴りにおいては振動、又はリンギング誘発耳音響放射が現れており、これらのケースでは音響放射が耳鳴りの元となっているのではなく、振動誘発耳音響放射及び耳鳴りが共通の基礎病理と関係があるのではないかという仮説が立てられている。
聴力テストと合わせることで、耳音響放射テスティングによりレスポンスの変化を判断することができる。いくつかの研究では、ノイズへの暴露が耳音響放射レスポンスの低下の原因となることが判った。ある研究では、84.5dBAのノイズに暴露されている工場労働者と53.2dBAのノイズに暴露されている工場労働者を、5日間の労働の前後でのヒアリング閾値と耳音響放射に注意して比較してみたところ、高いレベルのノイズに暴露された工場労働者に対して低いレベルのノイズに暴露された工場労働者のヒアリング閾値と耳音響放射は顕著に低かった。
歪成分耳音響放射は、誘発耳音響放射に比して高周波での軽度難聴の発見に必要なほとんどの情報が得られることがわかっている。これは歪成分耳音響放射を騒音性難聴の初期の兆候の発見に役立てることが可能であることを示している。ある研究では、軍隊の成員に対する聴力測定閾値及び歪成分耳音響放射の計測では、ノイズ暴露の後では歪成分耳音響放射の低下が見られた。しかし聴力測定閾値のシフトは見られなかった。この実験結果は耳音響放射を聴覚ダメージの初期の兆候の予測に用いることを補強している。

### 生体認証
2009年に、サウザンプトン大学のスティーブン・ビーピィは耳音響放射を生体認証の識別に利用するための研究を行った。マイクロフォンを装備した装置は亜音速の放射音を検出し、伝統的なパスワードによらない装置へのアクセスを提供できる個体識別の実現性が見いだされた。風邪や服薬、耳毛のトリミング、またはマイクロフォンに録音した音の再生は識別プロセスを妨害する可能性があるものと推測されている。

## 芸術における耳鳴り
1951年、ジョン・ケージはハーバード大学の無響室で、完全な沈黙を体験しようとしたが、「血液の流れる音」と「神経系統の音」が聞こえた。それによってケージは、人が生きる限り音はあり続け、「沈黙は存在しない」という認識に至った。そのことから、翌年、まったく無音の作品「4分33秒」を制作した。

### オイフォン
ドイツ・ロマン派の代表的作家E.T.A.ホフマンの『騎士グルック』に「オイフォン」(Euphon)と呼ばれる言葉が登場する。オイフォンは「大勢の人がいるとみだりに動揺し、不純な音を発する」ものであるという描写がある。これが何であるのかについては謎めいた描写があるのみで詳しい定義がなく、研究においても生理的な理由で発生する耳鳴りに近いものから、エルンスト・クラドニが発明したグラスハーモニカの一種であるEuphonを指すのではないかというものまでさまざまな解釈があり、正体ははっきりしない。
ポール・ヴァレリーはホフマンのオイフォンに触れているが、『騎士グルック』ではなく『クライスレリアーナ』が出典であると誤って述べており、このオイフォンは「例外的に強烈で純粋な音」であり、「無限にして特殊な聴覚の「宇宙」を彼[聴いた者]に向かって開くのだ」と述べている。